# Bob Armstrong (catch)
Pour les articles homonymes, voir Bob Armstrong, Armstrong et James.
Joseph Melton James (né le 3 octobre 1939 à Marietta (Géorgie) et mort le 27 août 2020 à Pensacola (Floride)), plus connu sous le nom de ring de « Bullet » Bob Armstrong, est un catcheur américain.

## Palmarès
- Georgia Championship Wrestling
  - 8 fois champion par équipe de la NWA Macon (avec Paul DeMarco, El Mongol, 4 fois avec  Bill Dromo, Argentina Apollo et Mr. Wrestling)[3]
  - 2 fois champion poids-lourds de la NWA Macon[4]